# Mười hai điểm đòn bẩy
Mười hai điểm đòn bẩy để can thiệp vào một hệ thống đã được đề xuất bởi Donella Meadows, một nhà phân tích khoa học và hệ thống tập trung vào các giới hạn môi trường đối với tăng trưởng kinh tế. Các điểm đòn bẩy, được biết đến lần đầu  vào năm 1997, được lấy cảm hứng từ lần bà tham dự một cuộc họp của Hiệp định Thương mại Tự do Bắc Mỹ (NAFTA) vào đầu những năm 1990, nơi bà nhận ra rằng một hệ thống mới rất lớn đang được đề xuất.
Meadows làm việc trong lĩnh vực phân tích hệ thống, đề xuất một quy mô của những nơi can thiệp vào một hệ thống. Nhận thức và thao túng các đòn bẩy này là một khía cạnh của tự tổ chức và có thể dẫn đến trí thông minh tập thể.
Quan sát của cô thường được trích dẫn trong kinh tế học năng lượng, kinh tế xanh và lý thuyết phát triển con người.
Cô bắt đầu với quan sát rằng có những đòn bẩy, hoặc những nơi trong một hệ thống phức tạp (như một công ty, một thành phố, một nền kinh tế, một sinh vật, một hệ sinh thái, một vùng sinh thái), nơi thay đổi nhỏ một thứ có thể tạo ra những thay đổi lớn nhiều thứ "(so sánh: ràng buộc trong ý nghĩa của lý thuyết về ràng buộc).
Cô ấy cho rằng chúng ta cần phải biết về những thay đổi này, chúng đang ở đâu và cách sử dụng chúng. Cô cho biết hầu hết mọi người biết những điểm này theo bản năng, nhưng có xu hướng điều chỉnh chúng theo hướng sai. Sự hiểu biết này sẽ giúp giải quyết các vấn đề toàn cầu như thất nghiệp, nạn đói, trì trệ kinh tế, ô nhiễm, cạn kiệt tài nguyên và các vấn đề bảo tồn.
Meadows bắt đầu với một danh sách 9 điểm những nơi như vậy, và mở rộng nó vào một danh sách mười hai điểm đòn bẩy với lời giải thích và ví dụ cho các hệ thống nói chung.
Cô mô tả một hệ thống sẽ có một trạng thái nhất định, và có chứa mộtlượng lưu trữ, với các dòng vào (một lượng đầu vào hệ thống) và các dòng ra (lượng đi ra khỏi hệ thống). Tại một thời điểm nhất định, hệ thống ở trong trạng thái nhận thức nhất định. Hệ thống cũng hướng tới một trạng thái nhất định. Sự khác biệt giữa trạng thái hiện tại và mục tiêu là sự khác biệt.
Ví dụ, người ta có thể xem xét một hồ hoặc bồn chứa, chứa một lượng nước nhất định. Dòng chảy vào là lượng nước đến từ sông, lượng mưa, thoát nước từ các loại đất gần đó và nước thải từ một nhà máy công nghiệp địa phương. Dòng chảy ra có thể là lượng nước được sử dụng để tưới cho cánh đồng ngô gần đó, nước do nhà máy địa phương đó vận hành cũng như địa điểm cắm trại địa phương, nước bốc hơi trong khí quyển và nước thừa tràn ra khi hồ chứa đầy.

Người dân địa phương phàn nàn về mực nước xuống thấp, ô nhiễm ngày càng cao, và ảnh hưởng tiềm năng của việc xả nước nóng trong hồ vào cuộc sống (đặc biệt là cá).

Đây là sự khác biệt giữa trạng thái nhận thức (ô nhiễm hoặc mực nước thấp) và mục tiêu (một hồ không bị ô nhiễm).

## Các điểm đòn bẩy để can thiệp vào một hệ thống
Sau đây là thứ tự tăng hiệu quả.

### 12. Hằng số, tham số, số (như trợ cấp, thuế, tiêu chuẩn)
Tham số là điểm tác dụng đòn bẩy thấp nhất. Mặc dù chúng được nhận thức rõ nhất trong số tất cả các đòn bẩy, chúng hiếm khi thay đổi hành vi và do đó có ít ảnh hưởng lâu dài.
Ví dụ, các tham số khí hậu có thể không thay đổi dễ dàng (lượng mưa, tỷ lệ bốc hơi nước, nhiệt độ nước), nhưng họ là những người nghĩ đầu tiên (họ nhớ rằng khi còn trẻ, trời chắc chắn sẽ mưa nhiều hơn). Các tham số này thực sự rất quan trọng. Nhưng ngay cả khi thay đổi (cải thiện dòng sông trên để đào kênh nước đến), họ sẽ không thay đổi hành vi nhiều (số tiền ghi nợ có thể sẽ không giảm đáng kể).

### 11. Kích thước của bộ đệm và các bộ lưu trữ ổn định khác, liên quan đến dòng chảy của chúng
Khả năng của một bộ đệm để ổn định hệ thống là rất quan trọng khi lượng dự trữ cao hơn nhiều so với lượng tiềm năng của dòng vào hoặc dòng ra. Trong hồ, nước là bộ đệm: nếu  nước trong hồ nhiều hơn rất nhiều so với dòng vào / dòng ra, hệ thống vẫn ổn định.
Ví dụ, người dân đang lo lắng cá hồ có thể chết do hậu quả của việc xả nước nóng trực tiếp trong hồ mà không có bất kỳ sự làm lạnh nào trước đó.Tuy nhiên, nước trong hồ có công suất nhiệt lớn, do đó, nó là một bộ đệm nhiệt mạnh mẽ. Với điều kiện việc xả được thực hiện ở độ sâu đủ thấp, dưới thermocline, và thể tích hồ đủ lớn, khả năng đệm của nước có thể ngăn chặn bất kỳ sự tuyệt chủng nào do nước nóng lên.

Bộ đệm có thể cải thiện hệ thống, nhưng chúng thường là các thực thể vật lý có kích thước rất quan trọng và không thể thay đổi dễ dàng.

### 10. Cấu trúc lưu trữ và dòng vật liệu (như mạng lưới giao thông, cơ cấu tuổi dân số)
Cấu trúc của hệ thống có thể có tác động rất lớn đến các hoạt động, nhưng có thể khó khăn hoặc tốn kém để thay đổi. Biến động, hạn chế và tắc nghẽn có thể dễ dàng giải quyết hơn.
Ví dụ, các cư dân đang lo lắng hồ của họ bị ô nhiễm, khi ngành công nghiệp thải các chất ô nhiễm hóa học trực tiếp vào nước mà không qua xử lý. Nước được sử dụng có thể cần được chuyển hướng đến một nhà máy xử lý nước thải, nhưng điều này đòi hỏi phải xây dựng lại hệ thống nước ngầm (có thể khá tốn kém).

### 9. Độ trễ, liên quan đến tốc độ thay đổi hệ thống
Thông tin nhận được quá nhanh hoặc quá muộn có thể gây ra sự phản ứng quá mức hoặc dưới mức, thậm chí dao động.
Ví dụ, hội đồng thành phố đang cân nhắc xây dựng nhà máy xử lý nước thải. Tuy nhiên, nhà máy sẽ mất 5 năm để xây dựng và sẽ kéo dài khoảng 30 năm. Sự chậm trễ đầu tiên sẽ ngăn chặn nước được làm sạch trong vòng 5 năm đầu tiên, trong khi sự chậm trễ thứ hai sẽ là không thể xây dựng một nhà máy với chính xác công suất phù hợp.

### 8. Sức mạnh của vòng phản hồi tiêu cực, liên quan đến hiệu ứng mà họ đang cố gắng sửa chữa
Một vòng phản hồi tiêu cực làm chậm quá trình, có xu hướng thúc đẩy sự ổn định. Vòng lặp sẽ giữ cho bồn dự trữ gần mục tiêu, nhờ vào các thông số, độ chính xác và tốc độ phản hồi thông tin và kích thước của các luồng điều chỉnh.
Ví dụ, một cách để tránh hồ ngày càng bị ô nhiễm có thể là thông qua việc thiết lập một khoản tiền bổ sung cho nhà máy công nghiệp dựa trên nồng độ đo được của nước thải của nó. Nói quản lý nhà máy phải trả tiền vào một quỹ quản lý nước, hàng tuần hoặc hàng tháng, tùy thuộc vào lượng chất thải thực tế được tìm thấy trong hồ; họ sẽ nhận được một lợi ích trực tiếp không chỉ từ việc giảm sản lượng chất thải của họ, nhưng phải giảm nó đủ để đạt được hiệu quả mong muốn của việc giảm nồng độ trong hồ. Họ không thể hưởng lợi từ "làm thiệt hại chậm hơn" mà chỉ có thể là từ giúp đỡ. Nếu cắt giảm khí thải, thậm chí bằng không cũng không đủ để cho phép hồ tự nhiên thanh lọc chất thải, sau đó họ vẫn sẽ phải làm sạch. Điều này tương tự như hệ thống "Superfund" của Hoa Kỳ, và tuân theo nguyên tắc "trả phí gây ô nhiễm" được chấp nhận rộng rãi.

### 7. Đạt được vòng phản hồi tích cực có điều khiển
Một vòng phản hồi tích cực giúp tăng tốc quá trình. Meadows chỉ ra rằng trong hầu hết các trường hợp, tốt hơn là làm chậm vòng lặp tích cực, thay vì tăng tốc một vòng lặp âm.
Dinh dưỡng tốt của một hồ nước là một vòng phản hồi điển hình tự nhiên. Trong một hồ có dinh dưỡng tốt (có nghĩa là được nuôi dưỡng đầy đủ), có thể giúp rất nhiều sự sống (như cá).Sự gia tăng chất dinh dưỡng sẽ dẫn đến tăng năng suất, tăng trưởng của thực vật phù du, sử dụng hết các chất dinh dưỡng càng tốt, tiếp theo là sự phát triển của động vật phù du, nuôi dưỡng những sinh vật đầu tiên và tăng số lượng cá. Càng có nhiều chất dinh dưỡng có sẵn, năng suất càng tăng. Khi sinh vật phù du chết đi, chúng rơi xuống đáy hồ, nơi vật chất của chúng bị phân hủy bởi các chất phân hủy.Tuy nhiên, sự suy thoái này sử dụng oxy có sẵn, và với sự suy giảm một lượng lớn chất hữu cơ, môi trường dần dần trở nên thiếu oxy (không có oxy nhiều hơn). Trong thời gian đó, tất cả sự sống phụ thuộc vào oxy đều chết, và hồ trở thành một nơi độc hại có mùi hôi mà không có sự sống nào có thể tồn tại (đặc biệt là không có cá).

### 6. Cấu trúc của luồng thông tin (ai làm và không có quyền truy cập vào các loại thông tin nào)
Luồng thông tin không phải là tham số, cũng không phải là một vòng lặp tăng cường hoặc làm chậm, mà là một vòng lặp cung cấp thông tin mới. Thay đổi dòng chảy thông tin rẻ hơn và dễ dàng hơn là thay đổi cấu trúc.
Ví dụ, một báo cáo công khai hàng tháng về mức độ ô nhiễm nước, đặc biệt là gần khu vực công nghiệp, có thể ảnh hưởng nhiều đến ý kiến của người dân về ngành và dẫn đến những thay đổi về mức độ ô nhiễm nước thải.

### 5. Quy tắc của hệ thống (chẳng hạn như ưu đãi, hình phạt, hạn chế)
Hãy chú ý đến các quy tắc và những người tạo ra chúng.
Ví dụ, việc tăng cường luật liên quan đến giới hạn giải phóng hóa chất, hoặc tăng số tiền thuế đối với bất kỳ nước nào có chứa chất gây ô nhiễm nhất định, sẽ có ảnh hưởng rất lớn đến chất lượng nước hồ.

### 4. Sức mạnh để thêm, thay đổi, phát triển, hoặc tự tổ chức cấu trúc hệ thống
Tự tổ chức mô tả khả năng của một hệ thống để thay đổi chính nó bằng cách tạo ra các cấu trúc mới, thêm các vòng phản hồi tiêu cực và tích cực mới, thúc đẩy luồng thông tin mới hoặc tạo ra các quy tắc mới.
Ví dụ, vi sinh vật có khả năng không chỉ thay đổi để phù hợp với môi trường ô nhiễm mới của chúng, mà còn trải qua một quá trình tiến hóa khiến chúng có khả năng phân hủy sinh học hoặc tích lũy sinh học các chất ô nhiễm hóa học. Khả năng này của một phần của hệ thống tham gia vào sự phát triển sinh thái của chính nó là một đòn bẩy lớn cho sự thay đổi.

### 3. Mục tiêu của hệ thống
Thay đổi mục tiêu sẽ thay đổi mọi mục được liệt kê ở trên: tham số, vòng phản hồi, thông tin và tự tổ chức.
Một quyết định của hội đồng thành phố có thể là thay đổi mục tiêu của hồ từ miễn phí  sử dụng công cộng và tư nhân, đến định hướng mang tính du lịch hơn hoặc một khu vực bảo tồn. Sự thay đổi mục tiêu đó sẽ ảnh hưởng đến một số điểm đòn bẩy trên: thông tin về chất lượng nước sẽ trở thành bắt buộc và hình phạt pháp lý sẽ được thiết lập với bất kỳ trường hợp xả nước thải bất hợp pháp nào.

### 2. Tư duy hoặc mô hình phát sinh từ mục tiêu, cấu trúc, quy tắc, sự trễ, tham số của một hệ thống
Một mô hình xã hội là một ý tưởng, một giả định không được chia sẻ chung, hoặc một hệ thống tư tưởng là nền tảng của các cấu trúc xã hội phức tạp. Các mô hình rất khó thay đổi, nhưng không có giới hạn đối với sự thay đổi mô hình. Meadows cho thấy mô hình có thể được thay đổi bằng cách liên tục và liên tục chỉ ra những bất thường và thất bại trong mô hình hiện tại cho những người có tâm trí cởi mở.
Một mô hình hiện tại là "Thiên nhiên là một kho tài nguyên được chuyển đổi thành mục đích con người". Điều gì có thể xảy ra với hồ là ý tưởng tập thể này đã thay đổi?

### 1. Sức mạnh để vượt qua mô hình
Các mô hình tăng dần có thể vượt qua các giả định cơ bản thách thức, vào lĩnh vực thay đổi các giá trị và các ưu tiên dẫn đến các giả định và có thể lựa chọn giữa các bộ giá trị theo ý muốn.
Ngày nay, nhiều người thấy Thiên nhiên là một nguồn tài nguyên được chuyển đổi thành mục đích con người. Nhiều người Mỹ bản xứ thấy Thiên nhiên như một vị thần sống, được yêu thương, thờ phượng và sống chung với họ. Những quan điểm này không tương thích, nhưng có lẽ một quan điểm khác có thể kết hợp cả hai quan điểm này, cùng với các quan điểm khác.